# Écot
Écot é uma comuna francesa na região administrativa de Borgonha-Franco-Condado, no departamento de Doubs. Estende-se por uma área de 11,02 km². Em 2010 a comuna tinha 507 habitantes (densidade: 46 hab./km²).